# آرامگاه سید حسین
بقعه سید حسین مربوط به دوره صفوی است و در شوشتر، ابتدای بلوار، شمال شرق امامزاده عبدالله واقع شده و این اثر در تاریخ ۲۳ شهریور ۱۳۸۲ با شمارهٔ ثبت ۹۹۶۵ به‌عنوان یکی از آثار ملی ایران به ثبت رسیده است.